# Finale de la Coupe des clubs champions africains 1992
 (mars 2019).
Si vous disposez d'ouvrages ou d'articles de référence ou si vous connaissez des sites web de qualité traitant du thème abordé ici, merci de compléter l'article en donnant les références utiles à sa vérifiabilité et en les liant à la section « Notes et références ».
La finale de la coupe des clubs champions africains 1992 se déroule sous la forme d'un match de football disputé en aller-retour, opposant l'équipe marocaine du Wydad AC de Casablanca à l'équipe soudanaise d'Al Hilal. Les rencontres sont jouées le 29 novembre 1992 au Stade Mohammed-V à Casablanca, puis le 13 décembre 1992 à Al Hilal Stadium à Omdourman.

## Match Aller

### Feuille de match
| Finale Coupe d'Afrique des clubs champions 1992 - Match Aller | Wydad AC                        | 2 - 0   | Al Hilal | Stade Mohammed-V, Casablanca                         |                                                      |
| 29 novembre 1992 · Historique des rencontres                  | Daoudi 87e (pen.) · Fertout 90e | (0 - 0) |          | Spectateurs : 80 000 Arbitrage : Jean-Fidèle Diramba | Spectateurs : 80 000 Arbitrage : Jean-Fidèle Diramba |
| 29 novembre 1992 · Historique des rencontres                  | Rapport                         |         |          | Spectateurs : 80 000 Arbitrage : Jean-Fidèle Diramba | Spectateurs : 80 000 Arbitrage : Jean-Fidèle Diramba |

| Wydad AC | Al Hilal |

| WYDAD AC :        |    |                   |            |
|                   |    |                   |            |
| Gardien de but    | 01 | Mustapha Achab    |            |
|                   | 02 | Hassan Benabicha  |            |
|                   | 04 | Lahcen Abrami     |            |
|                   | 05 | Fadel Jilal       |            |
|                   | 06 | Noureddine Naybet | 31e        |
|                   | 07 | Fakhreddine Rajhi |            |
|                   | 09 | Youssef Fertout   | 90e        |
|                   | 10 | Vassili Postnov   |            |
|                   | 11 | Rachid Daoudi     | 87e (pen.) |
|                   | 13 | Mustapha Mestouri |            |
|                   | 14 | Moussa Ndao       |            |
| Remplaçants :     |    |                   |            |
| Gardien de but    | 12 | Khalid Fouhami    |            |
|                   | 03 | Youssef Sadri     |            |
|                   | 08 | Boujemâa Kassab   |            |
|                   | 15 | Aziz El Hassouni  |            |
|                   | 16 | Abdellatif Tamani |            |
| Entraîneur :      |    |                   |            |
| Youri Sebastienko |    |                   |            |

| AL HILAL :     |    |                       |     |     |
|                |    |                       |     |     |
| Gardien de but | 16 | Soulaymane «Bambi»    |     |     |
|                | 02 | Jamal «El Thaâlab»    |     |     |
|                | 03 | Mansour «Tenga»       |     |     |
|                | 05 | Akef Atta             |     |     |
|                | 06 | Tarek Ahmad Adam      | 51e |     |
|                | 07 | Jalal «Kadougli»      |     |     |
|                | 08 | Nader Mansour         |     |     |
|                | 09 | Ebrahim «William»     | 86e |     |
|                | 11 | Sabri Elhaj           | 79e |     |
|                | 14 | Mustapha «Koumi»      |     |     |
|                | 15 | Abdelaziz «Mengestou» | 50e | 82e |
| Remplaçants :  |    |                       |     |     |
| Gardien de but | 01 | Hesham Tayeb          |     |     |
|                | 03 | Khaled «Azzoumah»     |     |     |
|                | 12 | Hashem «Gandoura»     | 79e |     |
|                | 13 | Mohammad Hassan       | 82e |     |
|                | 18 | Mohammad Akid         |     |     |
| Entraîneur :   |    |                       |     |     |
| Abdullah Ahmad |    |                       |     |     |

| Assistants : Jean-Paul Saint-Pierre |

## Match Retour

### Feuille de match
| Finale Coupe d'Afrique des clubs champions 1992 - Match Retour | Al Hilal | 0 - 0   | Wydad AC | Al Hilal Stadium, Omdourman |  |
| 13 décembre 1992 · Historique des rencontres                   |          | (0 - 0) |          |                             |  |
| 13 décembre 1992 · Historique des rencontres                   | Rapport  |         |          |                             |  |

| Al Hilal | Wydad AC |

| AL HILAL :     |  |
|                |  |
| Entraîneur :   |  |
| Abdullah Ahmad |  |

| WYDAD AC :        |  |
|                   |  |
| Entraîneur :      |  |
| Youri Sebastienko |  |

## Résultat final
Grâce à sa victoire au match aller, le Wydad AC de Casablanca est sacré champion d'Afrique des clubs champions pour la première fois de son histoire.
Le club d'Al Hilal échoue pour la deuxième fois en finale de la coupe d'Afrique des clubs champions après sa première défaite en 1987.